# 胡悌云
胡悌云（1934年—），男，河南舞阳人，中华人民共和国政治人物，曾任河南省人民政府副省长，第八届全国政协委员。